# Wzgórza Szydłówkowskie
Wzgórza Szydłówkowskie – w przeważającej części leżące w obrębie Kielc niewielkie pasmo Gór Świętokrzyskich, na którym wybudowano kilka osiedli mieszkaniowych: Szydłówek, Bocianek, Słoneczne Wzgórze, Świętokrzyskie, Na Stoku.
Przez Górę Szydłówkowską przebiega czarny szlak rowerowy z Kielc na Cedzynę.
Główne szczyty 
- Goła Dąbrowa - 348 m n.p.m.[1]
- Świnia Góra - 346 m n.p.m.[2]
- Góra Szydłówkowska - 328 m n.p.m.[3] 50°52′58″N 20°40′00″E/50,882778 20,666667